# Clatford Park
Clatford Park var en civil parish från 1858 till 1896 då den blev en del av Fyfield, i grevskapet Wiltshire, i England. Civil parish var belägen 4 km från Marlborough och hade 13 invånare år 1891.